# Joachim Johansson
Joachim Johansson (* 1. července 1982 Lund) je bývalý švédský tenista. Profesionální kariéru zahájil v roce 2000.
Jeho otec Leif Johansson byl také profesionálním tenistou, který byl ve světovém žebříčku nejlépe klasifikován na 51. místě. Manželka Johanna Westerbergová hrála profesionálně golf.
Johanssonovou silnou zbraní bylo podání, které dosahovalo rychlosti až 245 km/h. Na Australian Open v roce 2005 dosáhl proti Andre Agassimu 51 es (přesto zápas prohrál), což byl rekord, který překonal až Ivo Karlović.
Vyhrál tři turnaje ve dvouhře a jeden ve čtyřhře, jeho nejlepším grandslamovým výsledkem bylo semifinále US Open 2004. Na žebříčku ATP se dostal v roce 2005 do první desítky. Za daviscupový tým Švédska odehrál šest utkání s bilancí dvě vítězství a pět proher ve dvouhře a jedna výhra ve čtyřhře, v roce 2007 byl semifinalistou soutěže.
V roce 2005 podstoupil operaci ramene a v únoru 2008 oznámil ukončení kariéry ze zdravotních důvodů, koncem téhož roku se však na kurty vrátil a hrál do roku 2011. Ještě v roce 2013 se na divokou kartu zúčastnil turnaje Stockholm Open.

## Turnajová vítězství
- Dvouhra: US National Indoor Championships 2004, Tenisový turnaj v Adelaide 2005, Open 13 2005
- Čtyřhra: Swedish Open 2005 (s Jonasem Björkmanem)